# センチネルイベント
センチネルイベント（英: sentinel event）は、警鐘事象（けいしょうじしょう）とも呼ばれ、「医療現場において、患者の病気の自然な経過とは関係なく、患者の死亡や身体的または心理的な重篤な傷害につながる予期しないイベント（事象）」のことである。センチネルイベントは、医療提供者側の重大な誤りや不注意によって引き起こされることがあり、医療規制当局によって綿密に調査されている。センチネルイベントは、米国合同委員会（TJC、米国の医療機関およびプログラムを認定する非営利組織）の認定方針に基づいて特定され、根本原因の解析を助け、予防策の開発を支援するものである。合同委員会は、データベース内のイベントを追跡して、イベントが適切に分析され、望ましくない傾向や実績の低下が早期に検出され、軽減されるようにする。

## レビューが必要な特定のイベント
センチネルイベントには、「死亡、身体的または心理的な重篤な傷害につながる予期しない出来事、またはその危険がある」ことを含めて考える。また、死亡または重大な機能喪失が発生しなかったとしても、以下にあげるものが含まれる。
- 乳児の誘拐（英語版）
- 誤った家族への乳児の引き渡し
- 早産でない乳児の予期せぬ死亡
- 重度の新生児黄疸
- 手術の誤り（部位間違い、患者間違い）
- 手術後の患者体内への異物残存（英語版）
- 医療施設でのレイプ
- 医療施設での自殺、または退去後72時間以内の自殺
- 誤った血液型の輸血を受ける[4]
- 誤った部位への放射線治療
- 計画線量を25％以上上回る放射線治療

上記のリストに加え、合同委員会は、認定された各組織に対して、自身のケアシステムに関するセンチネルイベントを定義し、これらのイベントを検出するための監視手順と原因究明の手順を導入することを求めている。
| イベント種類                       | イベント発生件数 |
| ---------------------------------- | ---------------- |
| 意図しない異物の滞留               | 123(13.14%)      |
| 患者間違い、部位間違い、処置間違い | 121(12.93%)      |
| 自殺                               | 98(10.47%)       |
| 転倒                               | 95(10.15%)       |
| 治療の遅れ                         | 82(8.76%)        |
| 手術中/術後合併症                  | 82(8.76%)        |

## 実行と報告
合同委員会認定の医療組織の指導者の参加と、審査対象システムに密接に関与する人々の参加が必要とされる。個人の行いではなく、システムとプロセスに重点を置いて、原因となる要因を分析する。行動計画と呼ばれる見込みのある改善策が特定され、将来そうした事象が発生する可能性を減らすために実行される。認定を受けた各組織は、センチネルイベントを合同委員会に報告することが奨励されているが、義務付けられてはいない。ただし、その組織は、事象から45暦日以内に原因解明と行動計画を作成することが期待される。さらに、医療機関は、医療機器安全法（1990年）に基づき、医療機器に起因したセンチネルイベントから10日以内に米国食品医薬品局（FDA）および機器製造業者に通知することが義務付けられている。センチネルイベントの統計は、FDAのMedWatchプログラムによって記録および公表される。
センチネルイベントを合同委員会に報告することの利点は次のとおりである。
- 他の医療施設への流布とともにデータベースに追加し、他の有害事象を防止する。
- 原因解明と行動計画の実施に関する合同委員会との協議を行う。
- 国家認定機関との連携は、再発を防ぐためにあらゆる措置が講じられていることで国民の安心を支える。

## 合同委員会の活動
センチネルイベントに関する認定施設の報告書を審査した後、合同委員会は公式認定決定報告書を発行し、組織の現在の認定状態を修正したり、適切な「成功の尺度」を割り当てたり、または6ヶ月以内に追跡調査を要求する場合がある。センチネルイベントの原因解明と行動計画を期限内に完了できなかった医療施設は、合同委員会により「監視登録」に置かれ、その状態は公表される可能性がある。合同委員会は、特定のセンチネルイベント、その根本原因、および再発防止策を特定する「センチネルイベントアラート」を流布している。
特に、センチネルイベントにつながる可能性のある患者の転倒を減らすために、米国内の多くの「マグネットホスピタル」（患者や医療従事者を引きつける医療施設）でさらなる看護研究が進行中である。